# Államok vezetőinek listája 1867-ben
Ezen az oldalon az 1867-ben fennálló államok vezetőinek névsora olvasható földrészek, majd országok szerinti bontásban.

## Európa
- Andorra (parlamentáris társhercegség)
  - Társhercegek
    - Francia társherceg – III. Napóleon francia császár (1852–1870), lista
    - Episzkopális társherceg – Josep Caixal i Estradé (1853–1879), lista
- Badeni Nagyhercegség (monarchia)
  - Uralkodó – I. Frigyes nagyherceg (1856–1907)
- Bajor Királyság (monarchia)
  - Uralkodó – II. Lajos király (1864–1886)
- Belgium (monarchia)
  - Uralkodó – II. Lipót király (1865–1909)
  - Kormányfő – Charles Rogier (1857–1868), lista
- Dánia (monarchia)
  - Uralkodó – IX. Keresztély király (1863–1906)
  - Kormányfő – Christian Emil Frijs (1865–1870), lista
- Egyesült Királyság (parlamentáris monarchia)
  - Uralkodó – Viktória Nagy-Britannia királynője (1837–1901)
  - Kormányfő – Edward Smith-Stanley (1866–1868), lista
- Északnémet Szövetség (monarchia)
- 1867. július 1-jén jött létre.
  - Uralkodó – I. Vilmos császár (1867–1871)
  - Kancellár – Otto von Bismarck (1867–1871), lista
  - Poroszország:
    - Uralkodó: I. Vilmos porosz király (1861–1888)

  - Hessen-Darmstadt
    - Uralkodó: III. Lajos hesseni nagyherceg (1848–1877)

  - Mecklenburg-Schwerin
    - Uralkodó: II. Frigyes Ferenc mecklenburg-schwerini nagyherceg (1842–1883)

  - Mecklenburg-Strelitz
    - Uralkodó: II. Frigyes Vilmos mecklenburgi nagyherceg (1860–1904)

  - Oldenburg
    - Uralkodó: II. Péter oldenburgi nagyherceg (1853–1900)

  - Szász–Weimar–Eisenach
    - Uralkodó: Károly Sándor szász–weimar–eisenachi nagyherceg (1853–1901)

  - Anhalt
    - Uralkodó: IV. Lipót anhalti herceg (1863–1871)

  - Braunschweigi Hercegség
    - Uralkodó: I. Vilmos braunschweigi herceg (1830–1884)

  - Szász-Meiningeni Hercegség
    - Uralkodó: II. György szász-meiningeni herceg (1866–1914)

  - Szász-Altenburg
    - Uralkodó: I. Ernő szász-altenburgi herceg (1853–1908)

  - Szász–Coburg–Gothai Hercegség
    - Uralkodó: II. Ernő szász–coburg–gothai herceg (1844–1893)

  - Lippe
    - Uralkodó: III. Lipót lippei herceg (1851–1875)

  - Reussi Fejedelemség (idősebb vonal)
    - Uralkodó:
      1. Caroline von Hessen-Homburg reussi fejedelem (idősebb vonal) régens (1859–1867)
      2. XXII. Henrik reussi fejedelem (idősebb vonal) (1867–1902)

  - Reussi Fejedelemség (ifjabb vonal)
    - Uralkodó:
      1. LXVII. Henrik reussi fejedelem (ifjabb vonal) (1854–1867)
      2. XIV. Henrik reussi fejedelem (ifjabb vonal) (1867–1913)

  - Szászország:
    - Uralkodó: I. János szász király (1854–1873)

  - Schaumburg–Lippe
    - Uralkodó: I. Adolf György schaumburg–lippei fejedelem (1860–1893)

  - Schwarzburg–Rudolstadt
    - Uralkodó: 
      1. Friedrich Günther schwarzburg–rudolstadti herceg (1807–1867)
      2. Albert schwarzburg–rudolstadti herceg (1867–1869)

  - Schwarzburg–Sondershausen
    - Uralkodó: II. Günther Frigyes Károly schwarzburg–sondershauseni herceg (1835–1890)

  - Waldeck–Pyrmont
    - Uralkodó: I. György Viktor waldeck–pyrmonti herceg (1845–1893)

  -  Württemberg
    - Uralkodó: Károly württembergi király (1864–1891)
- Franciaország (monarchia)
  - Államfő – III. Napóleon francia császár (1852–1870)
  - Kormányfő – betöltetlen, Napóleon teljhatalma 1852–1870 között, lista
- Görögország (monarchia)
  - Uralkodó – I. György király (1863–1913)
  - Kormányfő –
    1. Aléxandrosz Kumundúrosz (1866–1867)
    2. Ariszteídisz Moraitínisz (1867–1868), lista
- Hesseni Nagyhercegség (monarchia)
  - Uralkodó – III. Lajos nagyherceg (1848–1877)
- Hollandia (monarchia)
  - Uralkodó – III. Vilmos király (1849–1890)
  - Kormányfő – Julius van Zuylen van Nijevelt (1866–1868), lista
- Liechtenstein (parlamentáris monarchia)
  - Uralkodó – II. János herceg (1859–1929)
- Luxemburg (monarchia)
  - Uralkodó – III. Vilmos nagyherceg (1849–1890)
  - Kormányfő –
    1. Victor de Tornaco (1860–1867)
    2. Lambert Joseph Servais (1867–1875), lista
- Magyar Királyság (monarchia)
- 1867. március 1-jén beolvadt az Osztrák-Magyar Monarchiába.
- Monaco (monarchia)
  - Uralkodó – III. Károly herceg (1856–1889)
- Montenegró (monarchia)
  - Uralkodó – I. Miklós király (1860–1918)
- Olasz Királyság (monarchia)
  - Uralkodó – II. Viktor Emánuel király (1861–1878)
  - Kormányfő –
    1. Bettino Ricasoli (1866–1867)
    2. Urbano Rattazzi (1867)
    3. Luigi Federico (1867–1869), lista
- Orosz Birodalom (monarchia)
  - Uralkodó – II. Sándor cár (1855–1881)
- Osztrák Császárság (monarchia)
- 1867. március 1-jén beolvadt az Osztrák-Magyar Monarchiába.
- Osztrák–Magyar Monarchia (monarchia)
- 1867. március 1-jén létrejött dualista állam.
  - Uralkodó – I. Ferenc József király (1848–1916)
  - Kormányfő –
    - Osztrák Császárság – Karl von Auersperg (1867–1868), lista
    - Magyar Királyság – Andrássy Gyula (1867–1871), lista
- Pápai állam (abszolút monarchia)
  - Uralkodó – IX. Piusz pápa (1846–1878)
- Portugália (monarchia)
  - Uralkodó – I. Népszerű Lajos király (1861–1889)
  - Kormányfő – Joaquim António de Aguiar (1865–1868), lista
- Román Királyság (monarchia)
  - Uralkodó – I. Károly király (1866–1914)
  - Kormányfő –
    1. Ion Ghica (1866–1867)
    2. Nicolae Crețulescu (1867)
    3. Ștefan Golescu (1867–1868), lista
- San Marino (köztársaság)
  - San Marino régenskapitányai
- Spanyolország (monarchia)
  - Uralkodó – II. Izabella királynő (1833–1868) és Ferenc király (1846–1868)
  - Kormányfő – Ramón María Narváez (1866–1868), lista
- Svájc (konföderáció)
  - Szövetségi Tanács:[1]
  - Wilhelm Matthias Naeff (1848–1875), Melchior Josef Martin Knüsel (1855–1875), Jakob Dubs (1861–1872), elnök, Karl Schenk (1863–1895), Jean-Jacques Challet-Venel (1864–1872), Emil Welti (1866–1891), Victor Ruffy (1867–1869)
- Svédország (parlamentáris monarchia)
- Norvégia és Svédország perszonálunióban álltak.
  - Uralkodó – XV. Károly király (1859–1872)
- Szerb Fejedelemség (monarchia)
  - Uralkodó – Mihajlo Obrenović király(1860–1868)
  - Kormányfő –
    1. Ilija Garašanin (1861–1867)
    2. Jovan Ristić (1867)
    3. Nikola Hristić (1867–1868), lista

## Afrika
- Asanti Birodalom (monarchia)
  - Uralkodó –
    1. I. Kwaku Dua (1834–1867)
    2. Kofi Karikari (1867–1874)
- Benini Királyság (monarchia)
  - Uralkodó – Adolo király (1848–1888)
- Etiópia (monarchia)
  - Uralkodó – II. Tevodrosz császár (1855–1868)
- Kaffa Királyság (monarchia)
  - Uralkodó – Kaje Serocso császár (1854–1870)
- Kanói Emírség (monarchia)
  - Uralkodó – Abdullah (1855–1883)
- Libéria (köztársaság)
  - Államfő – Daniel Bashiel Warner (1864–1868), lista
- Marokkó (monarchia)
  - Uralkodó – IV. Mohammed szultán (1859–1873)
- Mohéli (Mwali) (monarchia)
  - Uralkodó – Mohamed bin Szaidi Hamadi Makadara király (1865–1874)
- Oranje Szabadállam (köztársaság)
  - Államfő – Jan Brand (1864–1888), lista
- Szokoto Kalifátus (monarchia)
  - Uralkodó –
    1. Aliu Karami (1866–1867)
    2. Ahmadu Rufai (1867–1873)

  - Kormányfő – Ibrahim Khalilu bin Abd al-Kadir (1859–1874) nagyvezír
- Szváziföld (monarchia)
  - Uralkodó – Tsandzile Ndwandwe régens királyné (1865–1875)
- Transvaal Köztársaság (köztársaság)
  - Államfő – Marthinus Wessel Pretorius (1864–1871), lista
- Vadai Birodalom
  - Uralkodó – Ali kolak (1858–1874)

## Dél-Amerika
- Argentína (köztársaság)
  - Államfő – Bartolomé Mitre (1862–1868), lista
- Bolívia (köztársaság)
  - Államfő – José Mariano (1864–1871), lista
- Brazil Császárság (monarchia)
  - Uralkodó – II. Péter császár (1831–1889)
- Chile (köztársaság)
  - Államfő – José Joaquín Pérez (1861–1871), lista
- Ecuador (köztársaság)
  - Államfő –
    1. Jerónimo Carrión (1865–1867)
    2. Pedro José de Arteta (1867–1868), lista
- Kolumbia (köztársaság)
  - Államfő –
    1. Tomás Cipriano de Mosquera (1866–1867)
    2. Santos Acosta (1867–1868), lista
- Paraguay (köztársaság)
  - Államfő – Francisco Solano López (1862–1869), lista
- Peru (köztársaság)
  - Államfő – Mariano Ignacio Prado (1865–1868), lista
- Uruguay (köztársaság)
  - Államfő – Venancio Flores (1865–1868), lista
- Venezuela (köztársaság)
  - Államfő – Juan Crisóstomo Falcón (1863–1868), lista

## Észak- és Közép-Amerika
- Amerikai Egyesült Államok (köztársaság)
  - Államfő – Andrew Johnson (1865–1869), lista
- Costa Rica (köztársaság)
  - Államfő – José Maria Castro (1866–1868), lista
- Dominikai Köztársaság (köztársaság)
  - Államfő – José María Cabral (1865–1868), lista
- Salvador (köztársaság)
  - Államfő – Francisco Dueñas (1863–1871), lista
- Guatemala (köztársaság)
  - Államfő – Vicente Cerna Sandoval (1865–1871), lista
- Haiti (köztársaság)
  - Államfő –
    1. Fabre Geffrard (1859–1867)
    2. Nissage Saget (1867)
    3. Sylvain Salnave (1867–1869), lista
- Honduras (köztársaság)
  - Államfő – José Maria Medina (1864–1872), lista
- Kanada (parlamentáris monarchia)
- 1867. július 1-jén jött létre konföderációs államként.
  - Uralkodó – Viktória királynő (1837–1901)
  - Kormányfő – John A. Macdonald (1867–1873), lista
- Mexikó (köztársaság)
  - Államfő – Benito Juárez (1857–1872), lista
- Nicaragua (köztársaság)
  - Államfő –
    1. Tomás Martínez (1857–1867)
    2. Fernando Guzmán Solórzano (1867–1871), lista

## Ázsia
- Aceh Szultánság (monarchia)
  - Uralkodó – Alauddin Ibrahim Mansur Syah (1857–1870)
- Afganisztán (monarchia)
  - Uralkodó –
    1. Muhammad Afzal emír (1866–1867)
    2. II. Muhammad Azam emír (1867–1868)
- Bhután (monarchia)
  - Uralkodó –
    1. Csevang Szithub druk deszi (1865–1867)
    2. Condul Pekar druk deszi (1867–1870)
- Buhara
  - Uralkodó – Mozaffar al-Din kán (1860–1885)
- Dzsebel Sammar (monarchia)
  - Uralkodó – Talal bin Abdullah (1848–1868), Dzsebel Sammar emírje
- Csoszon (monarchia)
  - Uralkodó – Kodzsong király (1863–1897)
- Hiva
  - Uralkodó – II. Muhammad Rahím Bahadúr kán (1864–1910)
- Japán (császárság)
  - Uralkodó –
    1. Kómei császár (1846–1867)
    2. Mucuhito császár (1867–1912)
- Kína
  - Uralkodó – Tung-cse császár (1861–1875)
- Maszkat és Omán (abszolút monarchia)
  - Uralkodó – II. Szalím szultán (1866–1868)
- Nepál (alkotmányos monarchia)
  - Uralkodó – Szurendra király (1847–1881)
  - Kormányfő – Dzsung Bahadur Rana (1857–1877), lista
- Oszmán Birodalom (monarchia)
  - Uralkodó – Abdul-Aziz szultán (1861–1876)
  - Kormányfő –
    1. Mehmed Rüşdi pasa (1866–1867)
    2. Mehmed Emin Ali pasa (1867–1871), lista
- Perzsia (monarchia)
  - Uralkodó – Nászer ad-Din sah (1848–1896)
- Sziám (parlamentáris monarchia)
  - Uralkodó – IV.Ráma király (1851–1868)

## Óceánia
- Tonga (monarchia)
  - Uralkodó – I. Tupou király (1845–1893)